# Efekt falešného konsenzu
Efekt falešného konsenzu je sociologicko-psychologický pojem označující kognitivní zkreslení, při kterém člověk mylně předpokládá, že jeho okolí sdílí stejné názory, hodnoty, tradice a přístupy, jako on. Zároveň tak člověk egocentricky vyhodnocuje své okolí podle sebe samého, svého charakteru a názorů, neboť spíše tíhne k vyhodnocování lidí podle společných aspektů, než podle rozdílů.
Zjednodušeně se vnímání daného člověka dá schématizovat: Všichni jsou jako já. Jestli já věřím v X, tak všichni ostatní také věří v X.

## Příčiny
Efekt falešného konsenzu se týká především špatného vyhodnocení názorů a postojů okolí, než vlastností a za jeden ze zapříčiňujících efektů je pokládána heuristika dostupnosti a selektivita informací, tzv. konfirmační zkreslení. Konfirmační zkreslení totiž může za vybírání si informací, která potvrzují určitou tezi, nebo názor. Logicky, čím více zkreslené vnímání na základě vybírání si jen určitého typu informací je, tím více zkreslené je pak vnímání společnosti okolo. Přecenění počtu lidí se stejným názorem nastává většinou v situaci, kdy člověk nemá možnost se s pravým názorem lidí v okolí konfrontovat a je tedy nucen se promítnout do svého okolí, nebo se velmi často pohybuje v jedné, něčím specifické části společnosti či skupiny, a na jejím základě vyhodnocuje zbytek svého okolí. Dost často dotyčný i ignoruje či vyhodnotí jako špatný názor svého okolí, který může mnohdy být v přímém opaku s tím jeho, ale on si na základě ignorace vytvoří mylnou iluzi. Efekt falešného konsenzu spočívá zejména v neschopnosti filtrovat informace přicházející ze sociální bubliny, ve které se člověk nachází – neboť lidé žijí v komunitách se stejným či podobným socio-ekonomickým statusem, pracují a setkávají se s lidmi stejného zaměření. Tuto sociální bublinu si každý člověk sám tvoří a vybírá a funguje tudíž jako vzorek, podle které soudí zbytek společnosti, přestože tato každodenní interakce zkresluje obrázek o společnosti jako celku.
Lidé mají tendenci podceňovat vlastnosti ostatních lidí, neboť podvědomě mají pocit, že mají lepší kvality, než jejich okolí a že je to tak dobře. Naopak u názorů převládá lepší pocit z toho, mít stejný pocit jako většina, což je jedna z příčin, která tuto iluzi vyvolává. I proto se efekt falešného konsenzu objevuje spíše u lidí tíhnoucí k mainstreamu, než u lidí, jejichž názory či postoje bývají označeny za alternativní.

## Studie
Jako první tento efekt popsal psycholog Lee Ross v publikaci The false consensus effect: An egocentric bias in social perception and attribution processes, kde na základě několika provedených experimentů ukazuje, že toto přeceňování sdílení stejného názoru větším množstvím lidí může být i velmi výrazné. Jeho výzkum spočíval v tom, že si pozval skupinu lidí a představil jim konfliktní situaci. Lidé pak měli odpovídat na otázky, kde bylo na výběr ze dvou odpovědí. Otázky byly:
1. Jak by daný účinkující v situaci reagoval,
2. Jak si myslí, že by ostatní lidé měli reagovat,
3. Jak by popsal osoby, které by odpověděly tak jako on a ty, které by jednaly opačně.

Ve výsledcích se ukázalo, že většina participujících odpověděla, že ostatní lidé by měli reagovat stejně jako oni. Při odpovídání na třetí otázku, tj. popisování osoby s opačným názorem, docházelo velmi často k odsuzování osob s opačným názorem, respondenti si o nich tvořili předsudky.
V nedávných studiích bylo prokázáno, že lidem dělá daleko větší problém najít negativní aspekt na něčem, čemu jsou nakloněni, než najít pozitivní aspekty na věcech, kterým nakloněni nejsou. Pravděpodobně je to způsobeno vcítěním se do ostatních. Lidé si raději připustí, že věc, kterou milují, někdo nesnáší, než naopak, což vede k závěru, že efekt falešného konsenzu je silnější v případě posuzování shody s ostatními, než při posuzování, kolik lidí má jiný názor.

## Dopady
Efekt falešného konsenzu může být markantní zejména v tom, že může vést k dalším kognitivní zkreslením, a to zejména k podpoření efektu nadměrné sebedůvěry, který je významně rozšířený a může mít i praktické dopady ve společnosti, jelikož vede k přílišné sebedůvěře a mnohdy i k narcismu (který, dovede-li se do důsledků, je pokládán za jeden z důvodů různých katastrof). Ve společnosti jinak efekt falešného konsenzu zpravidla vede ke zkreslování výsledků veřejného mínění a následným neadekvátním reakcím na různé události.